# Vater des Jahres
Vater des Jahres (im Original Father of the Year) ist eine US-amerikanische Filmkomödie aus dem Jahr 2018 im Stile eines Coming-of-Age-Films.
Der Film läuft seit dem 20. Juli 2018 auf Netflix.

## Handlung
Nach dem Abschluss seines Studiums hat Ben die Zusage für seinen Traumjob in New York, doch zuvor besucht er nochmals seinen Heimatort, in dem auch sein arbeitsloser Vater Wayne lebt.
Dort gerät er mit seinem Schulfreund Larry in eine Diskussion darüber, wessen Vater wohl eine Schlägerei gewinnen würde.
Davon inspiriert kommt Wayne zu Larrys Vater Mardy und fordert ihn zu einem Kampf heraus, in dessen Verlauf er auf das Gewächshaus einer Nachbarin stürzt und dieses dabei zerstört wird.
Anschließend wird Wayne zusammen mit seinem Sohn verhaftet, wovon sein zukünftiger Arbeitgeber erfährt und das Stellenangebot zurücknimmt.
Damit die Nachbarin ihre Strafanzeige wieder zurücknimmt, willigt Ben ein, ihr als Ausgleich für das zerstörte Gewächshaus einen Pool zu bauen.
Währenddessen kommt er seiner ehemaligen Schulfreundin und „ersten Liebe“ Meredith wieder näher.
Dank der Mithilfe von Larry nimmt die Nachbarin die Strafanzeige zurück, doch Ben muss erfahren, dass sein Traumjob mittlerweile anderweitig besetzt ist.
Wayne schafft es, ein Treffen mit dem CEO der Firma zu arrangieren. Dieses verläuft für Ben erfolgreich, doch er schlägt das Jobangebot aus, weil er den Manager nicht mag und er lieber zu seiner Freundin Meredith zurückkehren möchte.

## Besetzung und Synchronisation
| Rolle         | Darsteller      | Synchronsprecher     | Beschreibung                        |
| ------------- | --------------- | -------------------- | ----------------------------------- |
| Wayne         | David Spade     | Frank Röth           | Bens Vater                          |
| Mardy         | Nat Faxon       | Oliver Hörner        | Larrys Vater und Wissenschaftler    |
| Ben           | Joey Bragg      | Tim Kreuer           | Waynes Sohn                         |
| Larry         | Matt Shively    |                      | Bens bester Freund                  |
| Meredith      | Bridgit Mendler | Leonie Landa         | Bens Jugendliebe                    |
| Krystal       | Jackie Sandler  | Katharina von Keller | Mardys Frau und Larries Stiefmutter |
| Ruth          | Mary Gillis     | Elga Schütz          | Nachbarin von Mardy                 |
| Olivia        | Ashley Spillers | Daniela Reidies      | Mardys Laborassistentin             |
| Peter Francis | Kevin Nealon    |                      | Vorstand der ISG Energy             |

## Produktion
Im Juli 2017 gab Netflix bekannt, an einem Film mit den Hauptdarstellern David Spade, Nat Faxon, Bridgit Mendler, Joey Bragg, Matt Shively und Jackie Sandler mit dem englischen Titel Who Do You Think Would Win? zu arbeiten.
Der Titel des Films wurde zunächst in Graduates und anschließend in Father of the Year (Vater des Jahres) geändert.
Die Dreharbeiten fanden im Juni 2017 in Boston und Hudson im US-Bundesstaat Massachusetts statt.